# Le Vrai Débat
Le Vrai Débat est un débat citoyen organisé du 30 janvier au 3 mars 2019 à l'initiative du mouvement des Gilets jaunes, afin de délibérer, au niveau national, des suites politiques à donner au mouvement. Il en ressort notamment que le référendum d'initiative citoyenne (RIC), est la première des revendications des Gilets jaunes.
44 000 utilisateurs ont contribué sur la plateforme internet du Vrai Débat, effectuant 1 million de votes autour de 25 000 propositions. Les 59 propositions phare peuvent être classées selon quatre thèmes principaux : la « transformation profonde du système politique », le « renforcement du service public », la « justice fiscale » et une « écologie solidaire, accessible ».
Ce débat est qualifié par ses auteurs, de « vrai », par opposition au « grand débat national », créé par le Président de la République française, Emmanuel Macron, pour répondre à la crise du mouvement des Gilets jaunes, et dont la légitimité est remise en cause par ces derniers.

## Contexte
Le 30 janvier 2019, un collectif du mouvement des gilets jaunes du 84 lance « le Vrai Débat », dont l'objectif est de proposer une alternative au Grand débat national, que les organisateurs remettent en cause la légitimité, estimant qu'il est « verrouillé et ne garantissant pas la participation de tous d'une façon égalitaire ». Cette critique est partagée par des chercheurs qui estiment que le site web du « Grand débat » n'a volontairement pas profité des outils numériques à sa disposition, notamment en ne proposant qu'un questionnaire fermé et une autre partie permettant de partager les propositions, se limitant à quatre thèmes centraux prédéfinis,. Chantal Jouanno, présidente de la Commission nationale du débat public, commission qui pendant un temps a été chargée d'accompagner le grand débat, a dénoncé une opération de communication du gouvernement,.
Un troisième débat, « Entendre la France », orienté vers les populations plus jeunes a également été lancé simultanément. Les deux principaux points communs se dégageant de ces trois débats citoyens parmi les sujets abordés, sont l'écologie et la fiscalité.

## Organisation

### Plateforme électronique
Porté par des groupes de Gilets jaunes dans tout le pays, Le Vrai Débat prend la forme d’une plateforme virtuelle, permettant de collecter des propositions, de les soutenir et de les commenter sans aucune restriction de public et de thèmes. Pour cela, des militants Gilets jaunes de plusieurs régions se sont associés pour créer une plate-forme nationale, s'inspirant d'expériences locales, ayant eu lieu à la Réunion puis en régions Provence-Alpes-Côte d’Azur (PACA) et Midi-Pyrénées. L'outil utilisé se base sur la même technologie, issue du mouvement de la technologie civique, que celle du gouvernement pour le grand débat national, un outil développé par la société Cap Collectif. Il a été mis à disposition du mouvement à condition que certaines règles soient respectées, comme une gouvernance ouverte ou l'existence d’une modération des contributions. Le logiciel a ainsi été mis à disposition gratuitement pour le mouvement des Gilets jaunes, mais pas pour le gouvernement, cela ayant permis le financement du développement de l'outil, et la société étant désireuse de rendre accessible celui-ci. La géolocalisation des contributeurs ne sera pas recueillie, ceux-ci indiqueront eux-mêmes leur code postal. Par ailleurs le code informatique de l’application est ouvert, ce qui permet de vérifier que le logiciel « n’espionne pas ses utilisateurs.
Bien qu'utilisant le même logiciel, le Grand débat ne comporte que des questionnaires fermés ou bien ouverts mais cadrant et clôturant l'expression. Au contraire, sur la plateforme le Vrai Débat, il est possible de poster une contribution, d’en amender d’autres, de proposer des arguments pour et
contre ainsi que des sources, et de voter sur chacun de ses points.
Selon les chercheurs ayant étudié les données, 44 000 personnes ont utilisé la plateforme, ce qui a abouti à la création de 25 000 propositions et  93 000 arguments. Les utilisateurs ont au total engendré plus d'un million de votes,,. 

## Issue
À l'issue de ce débat, sont ressorties 59 propositions. Quatre figures du mouvement des Gilets jaunes, Priscillia Ludosky, Jérôme Rodrigues, Fabrice Grimal et Faouzi Lellouche, auraient souhaité remettre celles-ci à Emmanuel Macron le 16 novembre 2019, date anniversaire de leur mouvement, estimant que leurs revendications n'avaient pas été prises en compte. Ces propositions comportent quatre thèmes principaux : la « transformation profonde du système politique », le « renforcement du service public », la « justice fiscale » et une « écologie solidaire, accessible ».
D'une analyse lexicographique du mars 2019 faite conjointement par des chercheurs du centre d'études et de recherches appliquées en sciences sociales l'Université de Toulouse et du Laboratoire Triangle du CNRS de Lyon, il ressort que le référendum d'initiative citoyenne (RIC) est la première des revendications du mouvement. Ressortent également le désir d'une transformation profonde du système politique, le renforcement du service public, une forte demande de justice sociale et fiscale et une vision très nette de l'urgence des questions écologiques et climatiques. D'autres thèmes progressistes sont également abordés de façon conséquente, tels que l'importance du système d’éducation, la volonté de faire progresser l’égalité hommes-femmes, la lutte contre les violences sexuelles, la lutte contre la répression ou le droit à mourir dans la dignité. Il s'en dégage également la volonté d'avoir des élus irréprochables et sans privilèges, la prise en compte des votes blancs et nuls et de remettre les citoyens au cœur du système politique. Une suspicion très forte de corruption et d’avantages indus qui devraient être supprimés. La question du contrôle des lobbies s’y inscrit également dans la même logique.
Ce débat a engendré un corpus de contributions composé de 25 410 pages de texte comportant un total de 2,16 millions de mots.
Selon l'universitaire Guillaume Gourgues, le Grand Débat National qui s'est tenu de janvier à mars 2019 et la Convention citoyenne sur le climat (CCC, d'octobre 2019 à juin 2020), s'ils « n’ont rien à voir dans leur modalité d’organisation et d’indépendance, [...] ont été marqués par une même posture présidentielle. Les paroles recueillies lors du Grand Débat n’ont, à ce jour, fait l’objet d’aucune exploitation sérieuse et à la hauteur de l’enjeu »[pertinence contestée].

### Bibliographie

Couverture du Livre du débat

### Publications universitaires
- Pascal Marchand, Brigitte Sebbah, Julie Renard, Guillaume Cabanac, Laurent Thiong-Kay, Natacha Souillard et Lucie Loubère, Vrai débat : Sortir du débat pour négocier, Observatoire des pratiques socio-numériques, Université de Toulouse, 27 mars 2019 (lire en ligne)
- Martine Legris, « À quoi sert un débat en temps de crise ? » », Études, S.E.R., no 3 (Mars),‎ 2019, p. 31-42 (DOI 10.3917/etu.4258.0031, lire en ligne)
- Martine Legris, « « Grand débat » ou « vrai débat » ? — Un essai de bilan comparé », Études, S.E.R., no 11 (novembre),‎ 2019, p. 45-46 (DOI 10.3917/etu.4265.0045, lire en ligne)
- Jean Baptiste Devaux, Marion Lang, Antoine Lévêque, Christophe Parnet et Valentin Thomas, « La banlieue jaune : Enquête sur les recompositions d’un mouvement », La Vie des idées, Collège de France,‎ 30 avril 2019
- Sandra Hoibian et Thibault Briera, Patricia Croutte, Romain Gauthier, Pauline Jauneau-Cottet, Jorg Muller, « Le mouvement des Gilets jaunes ou les limites d’un modèle de société », Cahier de Recherche, CRÉDOC, Pôle Evaluation et société, no 349,‎ décembre 2019 (lire en ligne)
- Clément Mabi, « Grand débat : ce que la technique dit du politique », Revue Projet, no 371,‎ avril 2019, p. 20-24 (DOI 10.3917/pro.371.0020, lire en ligne)
- Sabine Ploux, Michael Genay et Leu Ploux-Chillès, Les mots du Grand débat national : quelques résultats et réflexions préliminaires, CAMS - Centre d'Analyse et de Mathématique sociales, avril 2020 (lire en ligne)
- Mathieu Brugidou, Philippe Suignard, Caroline Escoffier et Lou Charaudeau, Un discours et un public « Gilets Jaunes » au cœur du Grand Débat National ? Combinaison des approches IA et textométriques pour l'analyse de discours des plateformes « Grand Débat National » et « Vrai débat », EDF R&D, Pacte, Laboratoire de sciences sociales, EDF R&D GRETS - Groupe de Recherche Energie, Technologie et Société, février-mars 2021 (lire en ligne)
- Guillaume Gourgues, « L’Etat Participatif contre le Ric. La participation citoyenne comme objet de lutte politique », Silomag, Silo,‎ janvier 2022 (lire en ligne)
- L'Observatoire de Triangle, responsables : Jean-Claude Zancarini, Guillaume Gourgues, Gilets jaunes – groupe de travail, Triangle UMR 5206 (CNRS), 2019 (présentation en ligne, lire en ligne)
- Dimitri Courant, « Petit bilan du Grand Débat National », Analyse Opinon Critique (AOC),‎ 9 avril 2019 (lire en ligne)
- (en) Tamara Ehs et Monika Mokre, « Deliberation against Participation? Yellow Vests and Grand Débat: A Perspective from Deliberative Theory. », Political Studies Review,‎ 27 août 2020, p. 1–7 (DOI 10.1177/1478929920940947)